# Tokpa-Avagoudo
Tokpa-Avagoudo ist eine Stadt und ein Arrondissement im Departement Atlantique in Benin. Es ist eine Verwaltungseinheit, die der Gerichtsbarkeit der Kommune Allada untersteht.

## Demografie und Verwaltung
Gemäß der Volkszählung von 2013 hatte Tokpa-Avagoudo 3992 Einwohner, davon waren 1971 männlich und 2021 weiblich.
Das Arrondissement umfasst sechs Dörfer:
1. Boli
2. Gbédji
3. Houngbado
4. Kotovi
5. Wogo
6. Zounledji